# Duna Verde
Duna Verde ist die zweitgrößte Fraktion der Stadt Caorle und vor allem als Urlaubsziel bei Touristen international bekannt. Duna Verde ist ein reines Ferienzentrum mit einem eigenen Strandabschnitt. In diesem Ferienort befinden sich zahlreiche touristische Einrichtungen.

## Lage
Der Ort liegt etwa 10 km südlich des Zentrums von Caorle. Er ist in einem auffälligen Kreismuster angelegt. An den kleinen Parks befinden sich zahlreiche Ferienhäuser und Wohneinheiten. Aufgrund des vielen Grüns hat der Ort auch seinen unverwechselbaren Namen Duna Verde (ital. grün) bekommen.

## Umgebung und sonstige Aktivitäten
Die Orte in der Umgebung sind Porto Santa Margherita, Eraclea Mare, Portogruaro und San Stino di Livenza.